# Amidochlorid rtuťnatý
Amidochlorid rtuťnatý je anorganická sloučenina se vzorcem HgNH2Cl. Jedná se o jednorozměrný polymer, (HgNH2)n s chloridovými protiionty.
Připravuje se reakcí amoniaku s chloridem rtuťnatým. Reakcemi se zásadami z něj vzniká Millonova zásada, [Hg2N]OH·(H2O)x. Je také známa řada podobných amido- a nitridosloučenin obsahujících chloridové, bromidové a hydroxidové ionty.
Před zjištěním toxicity byl amidochlorid rtuťnatý používán jako povrchové antiseptikum a dezinficiens.

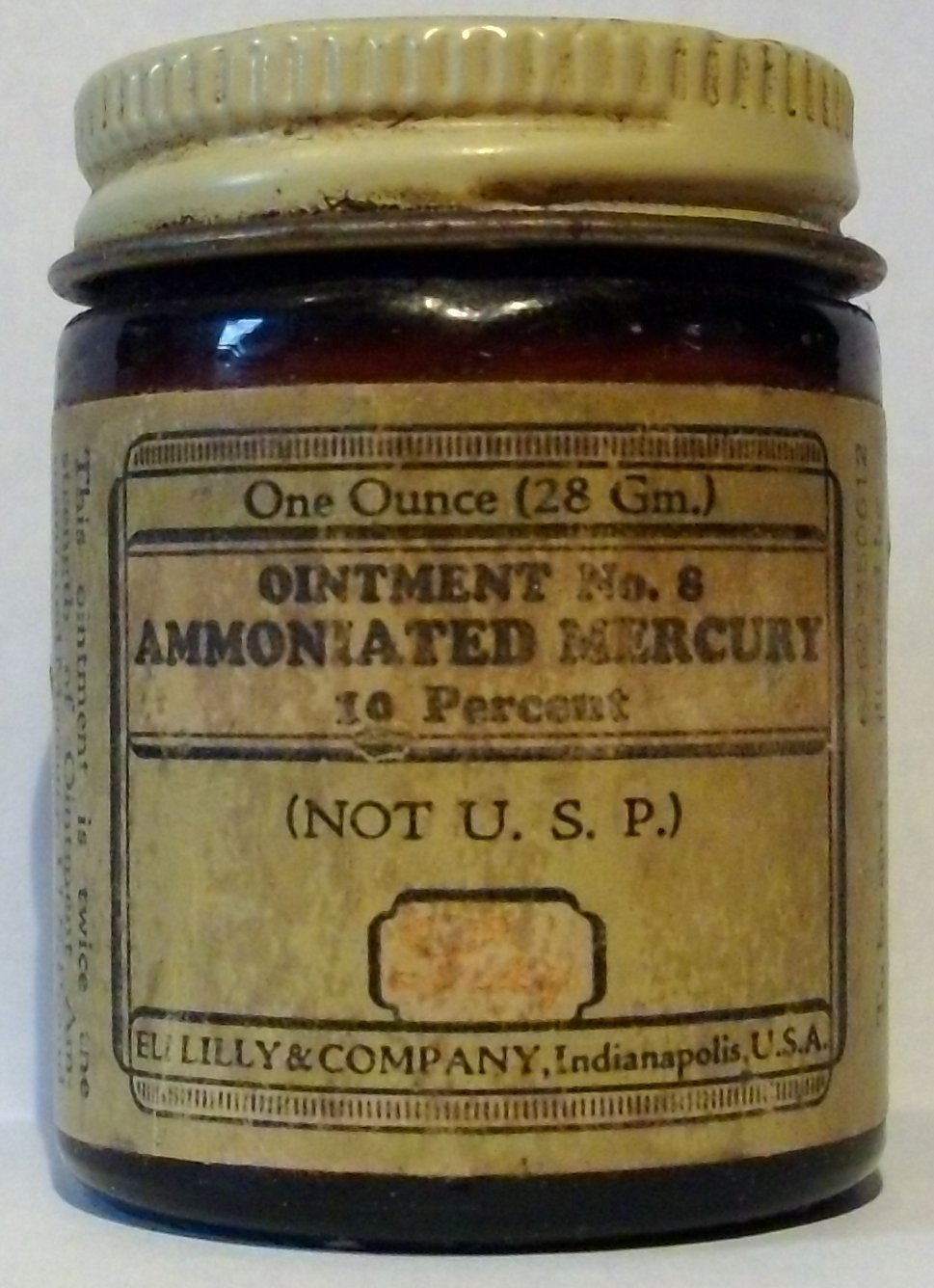